# Gundaker de Liechtenstein
Gundaker de Liechtenstein (1580-1658) germà del primer príncep de Liechtenstein, que va ser un important diplomàtic treballant al servei dels Habsburg. Va ser príncep regent entre 1627 i 1632 com a tutor del seu nebot Karl Eusebius. Des del quart príncep de la dinastia, els regents de Liechtenstein són descendents seus.

## Família

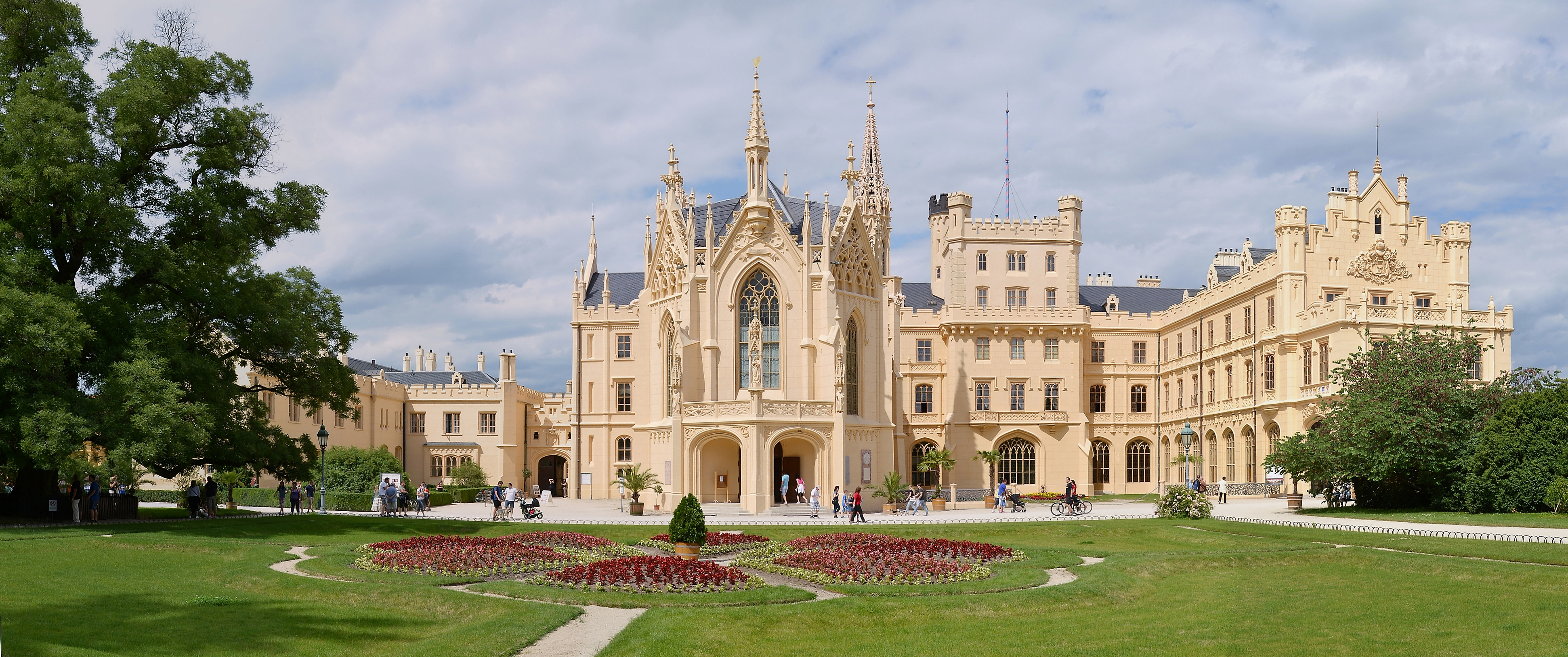
Castell de Lednice, casa natal de Gundaker de Liechtenstein, amb afegits posteriors

Era el fill menor del baró Hartmann II de Liechtenstein i d'Anna Maria d'Ortenburg, neta del comte Ulrich II d'Ortenburg. Havia nascut al castell Lednice el 30 de gener del 1580. Germà del príncep Karl I de Liechtenstein i de Maximilià. Va rebre una acurada educació.
Es va casar dues vegades. Amb Agnès de Frísia de l'Est en primeres núpcies i amb Elisabeth Lucrècia de Teschen en segones núpcies. Entre els dos matrimonis va tenir deu fills.
La seva residència preferida era el castell Wilfensdorf, que pertanyia a la seva família des del 1432 i al que ell va afegir un fossat amb aigua com a mesura de seguretat tenint en compte els temps de revoltes que li va tocar viure.

## Al servei dels Habsburg

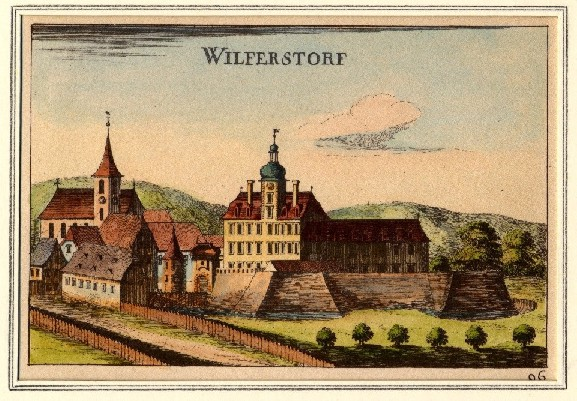
Palau Wilfersdorf, gravat sobre coure realitzat per Georg Matthäus Vischer

Tot i que havia estat educat en la fe luterana, ell i els seus germans van decidir el 1599 convertint-se al catolicisme per tal de congraciar-se amb la família Habsburg. Per a justificar-se, va escriure: "Bewegursachen, so mich zu Annehmung des katholischen Glaubens bewogen haben" (motius que em van moure a acceptar la fe catòlica).
Va servir a la cort imperial de Matias, Ferran II i Ferran III. En els anys següents va acompanyar l'arxiduc Matias en expedicions militars a Hongria i va estar present al setge de Buda. Entre el 1606 i el 1608 va exercir diverses vegades de missatger entre Matias i Rudolf II. El 1606 va ser nomenat tresorer i la seva nissaga se'n van fer càrrec fins al 1613. El 1608 va entrar a formar part com a conseller dins la cambra baixa de la cort austríaca. Entre el 1614 i el 1617 va ocupar diversos llocs: Va ser governador de l'Alta Àustria, landmarschall de la Baixa Àustria, administrador major de l'arxiduc Johann Karl i cambrer major de l'esposa de l'emperador Matias, Anna d'Àustria-Tirol.
El seu gran ascens polític va coincidir amb el començament de la Guerra dels Trenta Anys. El 1618 el van enviar a Silèsia amb l'objectiu d'impedir que allà s'hi escampés la revolta de Bohèmia, però no ho va aconseguir.
El 1619 va ser l'encarregat d'un viatge missioner: notificar oficialment la mort de l'emperador Matias a diversos prínceps electors i bisbes.
També durant la revolta de Bohèmia se li va encomanar la difícil tasca de negociar secretament entre el duc Maximilià I de Baviera i els prínceps de la lliga catòlica davant la imminent guerra. El mateix any va fer de missatger entre els prínceps electors per a la preparació a la votació de Ferran II. També va fer una visita a la cort de Frederic V del Palatinat aconseguint que es comprometés amb els Habsburg durant la guerra que va seguir la revolta de Bohèmia. Després de la victòria imperial, va rebre ordres de castigar els seguidors de la rebel·lió a l'Alta Àustria.
Des del 1621 va ser assessor polític del Consell Privat. Especialment des del 1626, va esdevenir una figura pròxima a l'emperador i bastant influent, actuant com a cap principal del Consell Privat. El 1625 va ser reemplaçat en el seu càrrec de tresorer per Hans Ulrich von Eggenberg, que era molt amic de Hans Wallenstein i cap del partit "espanyolista"; des d'aleshores Gundaker es va convertir en oponent de Wallenstein

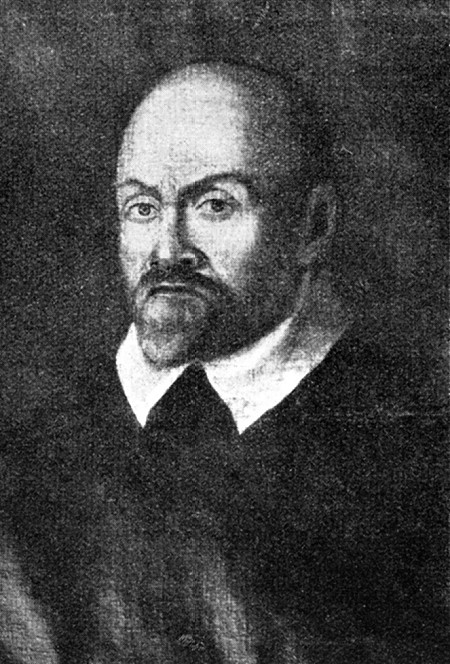
Giovanni Botero, estadista i economista italià.

## Escriptor
Gundaker de Liechtenstein va ser autor de diversos informes i té dos escrits titulats "Mirall de prínceps". Va suggerir la creació d'una acadèmia per a formar cavallers i va advocar per una reforma de la gestió. Va plantejar la idea que l'estat ha d'intervenir promovent negocis, tal com postulen els principis del mercantilisme. Sembla que va estar en contacte amb Giovanni Botero i altres teòrics contemporanis. A més dels escrits relacionats amb la seva ocupació diplomàtica, va ser l'autor d'un escrit sobre la doma de cavalls.

## Contrareformista
La seva ideologia era antimaquiavel·lica i de contrareforma. Va fer donatius a esglésies i monestirs. Per a poder reprimir l'avanç del protestantisme a l'est de Moràvia va muntar un aparell esglaonat de funcionaris encarregats d'aquesta vigilància.

## Possessions

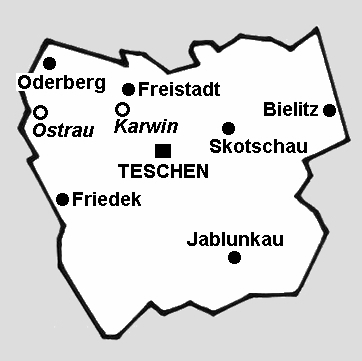
Comtat de Teschen (actualment es diu Cieszyn) inclòs dins les terres de Silèsia. Va pertànyer al regne de Bohèmia.

Després de la mort del seu pare el 1598 va rebre en herència els dominis de Wilfersdorf i Ringelsdorf. Com la seva situació econòmica era tan bona es va poder permetre de fer préstecs. Es va beneficiar, com altres nobles catòlics i fidels a l'emperador, de l'expropiació dels béns dels que havien donat suport a la revolta de Bohèmia del 1619. Ferran II com a recompensa pels serveis prestats li va fer donació del domini de Rietberg (Ostroh).
Gundaker va ampliar les seves possessions comprant els dominis d'Ostrava Moràvia Krumlov el 1622. La compra es va realitzar probablement amb males monedes. En lloc dels 540.000 florins pagats, el valor real dels diners era inferior a 70.000 florins.
Va intentar adquirir el ducat de Rietberg, al qual creia tenir dret pel matrimoni amb la seva primera esposa Agnès de Frísia de l'Est, però va perdre la llarga batalla legal contra Maximilià Ulrich von Kaunitz. La seva segona esposa era propietària del ducat de Cieszyn i la va pressionar perquè li traspassés.
A causa d'aquesta disputa, la seva esposa es va retirar a Silèsia posant-li com a condició per a fer les paus amb el seu marit, que ell anés a viure a Teschen (Cieszyn). Després de la seva mort aquest comtat va revertir a la corona de Bohemia.

## Descendència
Gundaker de Lichtenstein es va casar el 1603 amb Agnès de Frísia de l'Est (1584- 1616) i van tenir sis fills 
- Juliana (1605–1658), casada el 1636 amb el comte Nikolaus Fugger von Nordendorf (1596–1676)
- Elisabeth (1606–1630)
- Maximiliana Constanza (1608-1642), casada el 1630 amb el comte Matthias von Thurn und Valsassina
- Caesar, (1609–1610)
- Johanna (1611–1611)
- Hartmann de Liechtenstein, príncep de Liechtenstein (1613- 1686) casat el 1640 amb Sidonie Elisabeth zu Salm-Reifferscheidt (1623-1688)

Amb la segona esposa, Elisabeth Lukretia von Teschen (1599-1653) van tenir els següents fills:
- Maria Anna (1621-1655) casada el 1652 amb Wilhelm Heinrich Schlik, comte de Passaun i Weisskirchen († 1652)
- Ferdinand Johann (1622–1666) casat amb la comtessa Dorothea Anna de Lodron (1619–1666), vídua de Matthias Gallas
- Albert (1625–1627)
- Anna (1625–1654)